# 서진희
서진희(徐眞姬, 1978년 3월 23일 ~ )는 대한민국의 정치인으로 민생당 당대표, 기후민생당 당대표를 역임하였고 현재 민주평화당의 당대표이다.

## 생애
2007년 대통합민주신당 정동영 대통령 후보의 선거대책위원회에서 활동하였다.
목원대학교 대학원에 다니던 2012년 대한민국 제19대 국회의원 선거에서 대전 서구 을 지역구에 통합민주당 후보로 공천신청하였으나 노무현 사망 한달 전인 2009년 4월 박연차 정관계 로비 사건으로 수사를 받던 노무현 전직 대통령에게 전직 대통령으로서 가족의 불미스러운 일에 대해 사즉생 생즉사로 임할 것을 바라는 글을 3년 뒤인 2012년 공천심사 전날 이를 왜곡한 일부 언론의 보도로 공천 탈락되었고 박범계 공천신청자가 공천을 받았다. 공천 탈락 이유에 동의하지 않고 탈당하여 정통민주당 후보로 출마하였으나 낙선하였다. 
그럼에도 불구하고 2012년 통합민주당 대통령 후보였던 문재인 후보의 중앙선관위 조직위원회 상생분과위원장을 맡아 선거에 일익을 담당하였으나, 2014년 지방선거에서 대전 서구청장 공천 신청을 하였으나 탈락하고 말았고,
2016년 국민의당에 입당하여 제20대 국회의원 선거에서 공천 신청하였지만 탈락하였으며, 2016년 안철수 대통령 후보 중앙당선대위 국민승리본부 대전총괄위원장으로서 역할을 하였다.
국민의당에서 분당된 민주평화당 창당발기인으로서 대전광역시당 위원장으로 선출되었고, 2018년 6월 지방선거에서 대전광역시장 예비후보로 등록하였으나 본선 불출마하였고, 2018년 8월 5일에 치러진 민주평화당 전당대회에서 청년위원장에 선출되며 당 최고위원 자리에 올랐다.
이후 2020년 총선을 앞두고 바른미래당, 민주평화당, 대안신당의 3당 합당된 민생당에서 제21대 총선 비례대표(순번 9번)로 출마했으나 낙선하였다.
2021년 8월 말 전당대회 당대표선거에서 민생당의 대표에 당선되어 2022년 1월까지 민생당 대표로서의 직무를 수행하였으나, 3당 합당 후 시도당 개편 대회를 열지 않아 시도당을 소멸시킨 것으로 인해 당적이 소멸되었다며, 대표 당선이 무효화되어야 하는 것이 아닌지 분쟁이 되었다.
그래서 민생당에서는 서진희가 당적을 회복한 뒤 당대표로 인정하자는 측과, 이승한 승계론, 전당대회 무효론이 엇갈렸지만 2021년 11월 19일 중앙선거관리위원회는 서진희를 대표자로 변경 등록 공고하였다.
그러나 민생당 전당대회 당대표선거를 주관했던 비상대책위원회 공동직무대행의 선거무효에 의한 당선자 전원의 직무집행정지가처분신청에 의하여 직무가 정지되었고, 선거무효 소송 1심과 2심은 선거무효 판결로 당대표선거 이전의 비대위 공동직무대행이 당대표 역할을 하였으나,
2024년 2월 29일 대법원은 1심과 2심의 판결을 뒤엎은 선거유효의 판결과, 2024년 3월 20일 직무집행정지가처분을 인용했던 남부지법은 이를 취소하고 기각하므로서, 2024년 3월 22일 중앙선거관리위원회는 서진희 당대표 등록을 공고하여 당대표에 복귀하였다.

종전의 비상대책위원이 민생당(특별대리인 서진희)을 상대로 제기한 소송에서,
- 서울남부지방법원 2021가합117105
- 서울고등법원 2023나2005746
- 대법원 2023다294791
- 서울고등법원 2024나2015771 (파기환송심)

하급법원은 시도당 소멸에 따라 비당원이 참여한 선거로 보고 선거무효임을 지지하였으나 2024년 2월 29일 대법원은 소멸한 시도당의 당원도 당원이라는 취지로 파기환송했다.
서진희를 지지하는 당원들이 연 당무위원회와 최고위원회에서 서진희 대표 복귀를 의결해, 2024년 3월 민생당 대표로 복귀하였다. 

## 논란

### 노무현 전 대통령의 사즉생 생즉사 견지 요구가, 노무현 자살하라는 언론의 왜곡 보도
서진희는 2009년 4월 14일 민주당 홈페이지에 박연차 정관계 로비 사건으로 수사를 받던 노무현 전 대통령에게 박연차 사건으로 가족과 친노 정치인, 그리고 도와줬던 기업인, 민주당을 살리기 위해 전직 대통령으로서 사즉생 생즉사 입장을 견지하라는 글을 올린 바 있다.
당시 노 전 대통령은 검찰을 향하여 법적으로 대응하겠다고 하였기 때문에, 법적이 아닌 전직 대통령으로서 가족 문제에 있어 책임이 있다고 표명해야 한다는 비판의 글을 썼던 것으로, 민주당 홈페이지 댓글은 이에 대해 항변도 반발도 전혀 없었다.
아무튼 2009년 5월 23일 노무현 대통령은 서거하였고 그로부터 3년이 지난 2012년 국회의원 후보 공천 경쟁에서, 공천 심사 하루 전날 저녁에, 3년 전 사즉생 생즉사 주장을 왜곡한 '노무현 죽어라' 라는 일부 대전의 언론 헤드라인 보도는 일파만파였다.
그리하여 노사모 등 노무현 전 대통령 지지자들과 공천 경쟁자 지지자들은 무당 딸년이라는 등 마녀사냥의 허위사실에 의한 명예훼손이 난무했고 이를 공천심사위원회에 살포하여 서진희는 공천심사위원으로부터 질책을 받는 등으로 낙천되고 공천 경쟁자였던 박범계는 공천을 받는 웃지 못할 논란이 있었다.

## 역대 선거 결과
|  | 0.84% |

|  | 2.71% |